# Copăcele (gmina)
Gmina Copăcele – gmina w okręgu Caraș-Severin w zachodniej Rumunii. Zamieszkuje ją 1111 osób. W skład gminy wchodzą miejscowości Copăcele, Ohaba-Mâtnic, Ruginosu i Zorile. 